# HD 179791
HD 179791 är en ensam stjärna belägen i den mellersta delen av stjärnbilden Örnen. Den har en  skenbar magnitud av ca 6,48 och är mycket svagt synlig för blotta ögat där ljusföroreningar ej förekommer. Baserat på parallax enligt Gaia Data Release 2 på ca 5,3 mas, beräknas den befinna sig på ett avstånd på ca 616 ljusår (ca 189 parsek) från solen. Den rör sig bort från solen med en heliocentrisk radialhastighet på ca 16 km/s. Astrometriska mätningar av stjärnan visar förändringar i rörelse som kan tyda på att den ingår i en snäv dubbelstjärna.

## Egenskaper
HD 179791 är en vit till blå stjärna i huvudserien av spektralklass A3 V Den har en massa som är ca 2,6 solmassor, en radie som är ca 2,5 solradier och har ca 66 gånger solens utstrålning av energi från dess fotosfär vid en effektiv temperatur av ca 8 900 K.
HD 179791  är en misstänkt kemiskt ovanlig stjärna och tidigare antagen som en Lambda Bootis-stjärna. Statusen som Lambda Bootis-stjärna granskades och ändrades emellertid till icke-LB-stjärna 2015.